# Lorenz Leisner

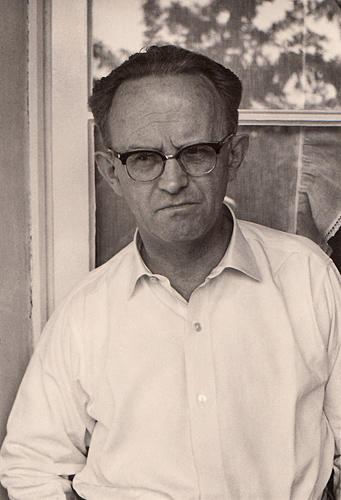
Lorenz Leisner, 1954

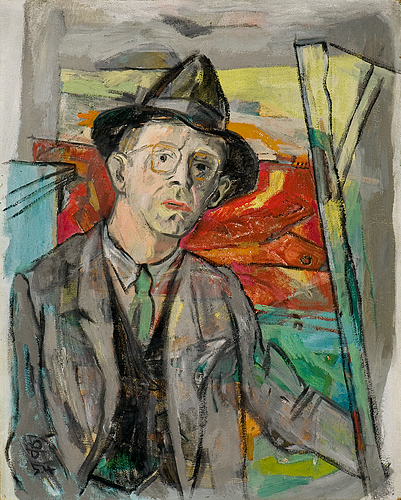
Selbstportrait, Öl auf Leinwand, 1954

Lorenz Leisner (* 10. April 1906 in Kiel; † 6. März 1995 in Hannover) war ein deutscher Maler und Zeichner. Neben Tierstudien und anderen Projekten stellt die abstrakte Malerei den wesentlichen Teil seiner Arbeit dar. Den Großteil seines künstlerischen Werkes schuf er in Hannover.

## Biografie

### 1906–1936: Kiel und Lübeck
Im Jahr 1906 kam Lorenz Leisner in Kiel als einziges Kind des Unternehmers Emil Leisner und seiner Ehefrau Emma Leisner (geb. Dräger) zur Welt. Drei Jahre nach seiner Geburt starb sein Vater. Die Firma ging in den Konkurs, und von der Verwandtschaft der Großfamilie bekamen weder Mutter noch Sohn Unterstützung.
Die Schwester von Emma Leisner, Alma Schlüter wurde zur selben Zeit Witwe. Gemeinsam mit Lorenz und Almas Sohn zogen beide Frauen nach Lübeck und bildeten eine Hausgemeinschaft. Emma betrieb als Schneidermeisterin eine Werkstatt mit mehreren Angestellten und sicherte so den Unterhalt. Alma übernahm die Betreuung und Erziehung der beiden Kinder. Lorenz Leisner besuchte von 1912 die Schule, ging bis 1924 auf die Oberrealschule in Lübeck und erlangte die Hochschulreife (Abitur). Da dies von nur etwa 3 % eines Schülerjahrganges erreicht wurde, zählte er damit zur damaligen Bildungselite.
Von 1921 bis 1924 bekam Leisner Zeichenunterricht von Hans Peters, der ihm auch eine erste Ausstellung ermöglichte. Des Weiteren verschaffte ihm seine Mutter trotz knapper finanzieller Situation Klavierunterricht. Eine familiäre Rücklage von 20000 Mark sollte Leisner ein Kunststudium ermöglichen. Die Inflation macht im Jahre 1923 die Rücklage wertlos und ein Studium unmöglich. Um das Einkommen zu sichern, begann Leisner 1924 eine kaufmännische Lehre und war als Angestellter tätig.
1932 heiratete er Bertha Laatz. Sie bekamen 1934 ihre erste Tochter.

### 1936–1947: Hannover und der Zweite Weltkrieg
Da Leisner künstlerisch kein Weiterkommen in Lübeck sah, zog er 1936 mit seiner Frau und seiner Tochter nach Hannover. Dort beteiligte er sich 1937 und 1939 an Wettbewerbsausstellungen im Kunstverein Hannover. 1940 wurden die Zwillinge, eine zweite Tochter und ein Sohn geboren. Im gleichen Jahr wurde Leisner zur Wehrmacht eingezogen und war auf der Krim sowie in Italien eingesetzt. Da er Brillenträger war, wurde er nur im Schreibstubendienst eingesetzt. Die Familie wurde mit dem Hausstand und den bisherigen Werken nach Herrnhut in Sachsen evakuiert.
1945 kam er in Italien in amerikanische Kriegsgefangenschaft. Dort beteiligte er sich an Bühnenbildern und an Entwürfen für die Gestaltung von Figuren eines Kasperletheaters. 1947 wurde er entlassen und kehrte zu seiner Familie nach Hannover zurück. Er litt unter Depressionen. Sein bis zu diesem Zeitpunkt geschaffenes und nach Herrnhut ausgelagertes Werk, darunter große Ölportraits, war (und ist bis heute) seit Kriegsende vollständig verschollen.

### 1947–1995: Hannover und die Hauptschaffensphase

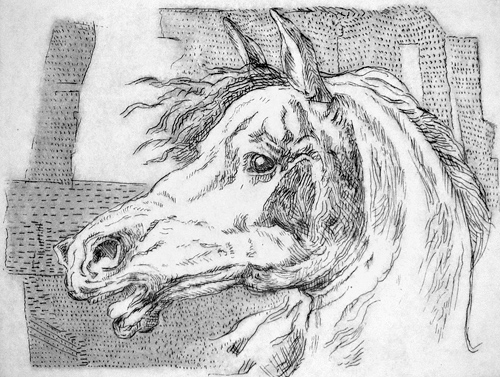
Zeichnung von Lorenz Leisner

Nach der Heimkehr überwand Leisner die Zeit seiner schweren Depressionen, indem er sich an einen Neubeginn seines künstlerischen Schaffens machte. Er fertigte zunächst Aquarelle und Zeichnungen von der Natur an. Viel seiner Freizeit verbrachte er in der Ruhe des Deister-Vorlandes und in Kiesgruben. Er erstellte eine Reihe von Porträts, und im Zoo Hannover machte er Tierstudien.
Ab ungefähr 1950 ist zu erkennen, dass Leisner sich mehr und mehr an die Verarbeitung seiner Erinnerungen wagte. Die dargestellten Erdklumpen und Details von Vegetation in seinen Bildern wurden zusehends verfremdet. Leisners Kunst wandelte sich in den Jahren 1951 bis 1953 von konkreten Gegenständen zur abstrahierenden Malerei. 1955 bis 1959 machte Leisner eigene Versuche zum Kubismus und Konstruktivismus, um mit Hilfe deren „Zertrümmerung“ der Gegenstände zu aussagekräftigeren Bildern zu gelangen. 1959 und 1960 erreichte er eine Phase vollkommener Gegenstandslosigkeit in seinen Werken. Er begann Reisen nach Italien, Frankreich und in die Schweiz; die von ihm verwendete Farbpalette erweiterte sich deutlich. Etwa ab 1965 zeigte sich eine Stabilisierung des Prozesses, wie für Leisner eine Bildidee aus seinem Unbewussten entsteht und über den Dialog der Farben und Formen zu einem Bild wird.
Leisner wurde 1969 Mitglied im Bund bildender Künstler (BBK). In den 1970er Jahren begann Leisner mit neuen Techniken wie der Lithografie zu experimentieren. Es entstanden in dieser Zeit erneut eine Reihe von Porträt- und Tierstudien. 1970 begann er auch eine Reihe von Ausstellungen, unter anderem  vom 9. November 1979 bis 4. Januar 1980 in der Galerie Sztuki in Olsztynek, Polen. Bis 1987 wurden es insgesamt 16 Einzel- und Gruppenausstellungen.
1973 wurde bei Leisner eine Parkinson-Erkrankung festgestellt. Im zunehmenden Alter führte die Erkrankung bei Leisner zu einem unkontrollierten Zittern der Hände. 1984 verstarb seine Ehefrau. Er wohnte zunächst und über Jahre weiterhin in der gemeinsamen Wohnung, die vollgestellt war mit seinen Bildern. 1990 wurde er in ein Pflegeheim eingewiesen, denn eine häusliche Pflege war wegen der schweren Erkrankung nicht mehr möglich. Trotz starker Beeinträchtigung malte Leisner weiter. Er kehrte zu Porträtstudien mit Farbstiften zurück. Am 6. März 1995 starb Lorenz Leisner in Hannover.

## Werk und künstlerisches Leben
Geboren wurde Leisner in ein Umfeld, das nicht als ausgesprochen kunstorientiert anzusehen ist. Eine Verwandte war Emmi Leisner, eine Opernsängerin, die aufgrund ihrer Altstimme den Titel einer Kammersängerin bekam. Während der Schulzeit nahm Leisner neben Zeichenunterricht auch Klavierunterricht. Als ihn die Klavierlehrerin jedoch mit einer Kopfnuss züchtigte, die aufgrund eines Siegelringes besonders schmerzhaft war, verweigerte er den Unterricht. Er versprach seiner Mutter, sich autodidaktisch das Klavierspielen anzueignen und tat dies auch diszipliniert über Jahre hinweg.

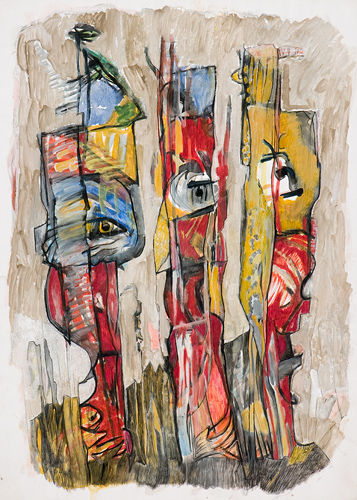
Die Wächter, Gouache, 1968

Leisners Gesamtwerk besteht aus ungefähr 90 Ölgemälden und 800 Aquarellen, Gouachen, Zeichnungen, Drucken und Radierungen verschiedener Technik. Es finden sich zahlreiche Porträts sowie Tier-, Vegetations- und Landschaftsstudien. Der künstlerisch hervorstechende Anteil ist jedoch die abstrakte Malerei. Aufgrund der wirtschaftlichen Lage war Leisner gezwungen, sein intensives Interesse an der Kunst zurückzustellen und einen Beruf zu ergreifen, der den Lebensunterhalt seiner Familie sicherte. Er verfolgte seine künstlerischen Ambitionen zwar in seiner Freizeit, jedoch bot ihm dies weniger Kontaktmöglichkeiten zu den künstlerischen Gesellschaftskreisen, als es beispielsweise ein Kunststudium getan hätte.
Schon vor der Zeit des Nationalsozialismus misstraute Leisner Doktrinen und war auf der Suche danach, gegenständliche und weltanschauliche Strukturen zu hinterfragen und aufzubrechen. Repressionen durch die Nationalsozialisten, die abstrakte Kunst als entartet verfolgten, gegenüber Leisner sind nicht überliefert, vermutlich weil er sich zu dieser Zeit mit seinem Stil noch nicht zur abstrakten Malerei entwickelt hatte. Nach dem Zweiten Weltkrieg befand er sich in schweren Depressionen, die er jedoch verhältnismäßig schnell überwand, indem er sich zurück in die schaffende Kunst stürzte.
Seine Beziehung zu den künstlerischen Bewegungen der Zeit (zum Beispiel documenta in Kassel) und insbesondere zu seiner für ihn erreichbaren Umgebung (Kestnergesellschaft in der Warmbüchenstraße in  Hannover und der Kunstverein in Hannover) drückt ein späteres Zitat von Leisner aus: „Die Warmbüchenstraße wurde mir zum Wallfahrtsort“. Jedoch begleitete er die Entwicklung der modernen Kunst in kritischer Distanz und beschritt unter Nutzung avantgardistischer Stilelemente seine eigenen Wege. Seine diskursive Malerei galt gegenüber den etablierten und marktbeherrschenden Kunstlehren seiner Epoche als unzeitgemäß. Entsprechend fand sein Werk in den Medien und beim interessierten Publikum nur regionale Aufmerksamkeit.
Fast das gesamte Werk befindet sich heute in Privatbesitz unterschiedlicher Eigentümer.